# جمعية الرياضيات الأوروبية
جمعية الرياضيات الأوروبية (بالإنجليزية: European Mathematical Society؛ بالفرنسية: Société mathématique européenne) هي هيئة تم تأسيسها سنة 1990 في بولندا بهدف تنمية وتطوير وإحاطة كل ما يتعلق بمجال الرياضيات في أوروبا.
 تتكون هذه الهيئة من أكثر من 50 جمعية عضو لمختلف دول أوروبا وكذلك تقبل في صفوفها الشخصيات الفردية.

## الجائزة
ينعقد كل أربعة سنوات مؤتمر للجمعية يسمى مؤتمر الرياضيات الأوروبي، ويتم فيه تقديم عشرة جوائز مرموقة «تعترف بالإنجازات والمساهمات المبهرة في الرياضيات التي يقدمها الباحثون الشباب الأكثر من 35 سنة».

يوجد في الجدول أسفله قائمة الفائزين بالجائزة.
- العلامة F تعني أن الفائز بالجائزة هنا قد تحصل مستقبلا على ميدالية فيلدز.
- العلامة  تعني أن الفائز بالجائزة امرأة.

| المؤتمر | الفائزين |
| ------- | --- |
| 1992    | ريتشارد بروشردس (بريطانيا) F ـ جانس فرانك (ألمانيا) ـ ألكسندر غونشاروف (روسيا) ـ مكسيم كونتسفيتش (روسيا) F ـ فرانسوا لابوري (فرنسا) ـ توماش وتشاك (بولندا) ـ ستيفان مولر (ألمانيا) ـ فلاديمير شيبيراك (تشيكوسلوفاكيا سابقا) ـ غابور تاردوس (المجر) ـ كلار فوازان (فرنسا)        |
| 1996    | ألكسي بونيه (فرنسا) ـ تيموثي غاورز (بريطانيا) F ـ أنات هوبر كلافيتر (ألمانيا) ـ أز جوهان دو جونغ (هولندا) ـ ديميتري كرامكوف (روسيا) ـ يري ماتوشك (التشيك) ـ لويك ميرال (فرنسا) ـ غريغوري بيرلمان (روسيا) F ـ ريكاردو بيريز ماركو (فرنسا/إسبانيا) ـ ليونيد بولتيروفيتش (إسرائيل) |
| 2000    | سيميون ألسكر (إسرائيل) ـ رافائيل سار (فرنسا) ـ دينيس غايتسغوري (مولدوفا) ـ إمانويال غرونييه (فرنسا) ـ دومينيك جويس (بريطانيا) ـ فانسون لافورغ (فرنسا) ـ مايكل ماكويلين (بريطانيا) ـ ستيفان نيميروفسكي (روسيا) ـ بول سايدل (بريطانيا/إيطاليا) ـ وندلين ويرنر (فرنسا) F           |
| 2004    | فرانك بارت (فرنسا) ـ ستيفانو بيانشيني (إيطاليا) ـ بول بران (إسرائيل) ـ إيلون ليندنشتراوس (إسرائيل) F ـ أندري أوكنكوف (روسيا) F ـ سيلفيا سيرفاتي (فرنسا) ـ ستانيسلاف سميرنوف (روسيا) F ـ كزافييه تولصا (إسبانيا) ـ وارويك توكار (أستراليا/السويد) ـ أوتمار فنجاكوب (ألمانيا)     |
| 2008    | أرتور أفيلا (البرازيل) ـ ألكسي بورودان (روسيا) ـ بن جوزيف غرين (بريطانيا) ـ أولغا هولتز (روسيا) ـ بواز كلارتاغ (إسرائيل) ـ ألكسندر كوزنيتسوف (روسيا) ـ أساف ناور (إسرائيل/الولايات المتحدة) ـ لور سان ريمون (فرنسا) ـ أغاتا سموكتونوفيتش (بولندا) ـ سيدريك فيلاني (فرنسا) F     |
| 2012    | سيمون براندل (ألمانيا) ـ إمانويال برويار (فرنسا) ـ ألاسيو فيغالي (إيطاليا) ـ أدريان إيوانا (رومانيا) ـ ماثيو لوان (فرنسا) ـ شيبريان مانولسكو (رومانيا) ـ غريغوري ميرمون (فرنسا) ـ صوفي مورال (فرنسا) ـ توم ساندرز (بريطانيا) ـ كورينا أولتشيغراي (إيطاليا)                      |
| 2016    | في المستقبل |

## الأعضاء

### الجمعيات الدولية الأعضاء
- الاتحاد الأوروبي للرياضيات في الصناعة.
- الجمعية الأوروبية لعلم الأحياء النظري والرياضياتي.
- جمعية الرياضيات التطبيقية والميكانيكا.
- الجمعية الدولية للرياضيات التطبيقية والميكانيكا.
- جمعية جنوب شرق أوروبا للرياضيات.

### الجمعيات الوطنية الأعضاء
| - جمعية الرياضيات النمساوية - جمعية الرياضيات البيلاروسية - جمعية الرياضيات البلجيكية - جمعية الإحصاء البلجيكية - جمعية الرياضيات البوسنية - اتحاد الرياضياتيين البلغاريين - جمعية الرياضيات الكرواتية - جمعية الرياضيات القبرصية - جمعية الرياضيات التشيكية - جمعية الرياضيات الدانماركية - جمعية الرياضيات الإستونية - جمعية الرياضيات الفنلندية - جمعية الرياضيات الفرنسية - جمعية الرياضياتيين التطبيقيين والميكانيكيين - جمعية الرياضيات الألمانية - جمعية الرياضيات الجورجية - جمعية الرياضيات الهيلينية - جمعية الرياضيات جانوس بولياي - جمعية الرياضيات الأيسلندية - جمعية الرياضيات الإيرلندية - جمعية الرياضيات الإسرائيلية | - الجمعية الإيطالية للرياضيات التطبيقية للعلوم الاقتصادية والاجتماعية - الجمعية الإيطالية للرياضيات التطبيقية والصناعية - اتحاد الرياضيات الإيطالي - جمعية الرياضيات الكوسوفية - جمعية الرياضيات اللاتيفي - جمعية الرياضيات الليتواني - جمعية الرياضيات اللوكسمبورغي - الجمعية المقدونية للرياضيات وعلوم الحوسبة - جمعية الرياضيات المالطية - جمعية الرياضيات الملكية الهولندية - جمعية الرياضيات النرويجية - جمعية الاحصاء النرويجية - جمعية الرياضيات البولندية - جمعية الرياضيات البرتغالية - جمعية الرياضيات الرومانية - جمعية الرياضياتيين الرومانيين - جمعية موسكو للرياضيات - جمعية الرياضياتيين والفيزيائيين والفلكيين السلوفينيين - جمعية سانت بطرسبرغ للرياضيات | - جمعية الرياضيات الاورالية - جمعية فورونيج للرياضيات - اتحاد الرياضياتيين والفيزيائيين السلوفاكيين - جمعية الرياضيات المكلية الإسبانية - جمعية الرياضيات التطبيقية الإسبانية - جمعية الرياضيات الكتالونية - جمعية الاحصاء وعمليات البحث الإسبانية - جمعية الرياضيات السويدية - جمعية الاحصاء السويدية - جمعية الرياضيات السويسرية - جمعية خاركوف للرياضيات - جمعية الرياضيات الأوكرانية - جمعية إدنبرة للرياضيات - معهد الرياضيات وتطبيقاته - جمعية لندن للرياضيات - جمعية الرياضيات التطبيقية والصناعية |

## مقالات ذات صلة
- الاتحاد الإفريقي للرياضيات
- الاتحاد الدولي للرياضيات
- الجمعية الرياضياتية الألمانية

## روابط خارجية
- الموقع الرسمي للجمعية.